# Мидори (город)
Мидори (яп. みどり市 Мидори-си) — город в Японии, находящийся в префектуре Гумма. Площадь города составляет 208,23 км², население — 51 999 человек (1 июля 2014), плотность населения — 249,72 чел./км².

## Географическое положение
Город расположен на острове Хонсю в префектуре Гумма региона Канто. С ним граничат города Кирю, Исэсаки, Ота, Нумата, Сано, Канума, Никко. В Мидори находится железнодорожная станция Ивадзюку.

## История
Город был основан 27 марта 2006 года после слияния посёлков Омама (уезд Ямада), Касакаке (уезд Нитта) и села Адзума (уезд Сета).

## Население
Население города составляет 51 999 человек (1 июля 2014), а плотность — 249,72 чел./км². Изменение численности населения с 1980 по 2005 годы:
| 1980 | 44 064 чел. |  |
| 1985 | 46 743 чел. |  |
| 1990 | 49 502 чел. |  |
| 1995 | 50 983 чел. |  |
| 2000 | 51 266 чел. |  |
| 2005 | 52 115 чел. |  |

## Символика
Деревом города считается сакура, цветком — Erythronium japonicum, птицей — Phasianus versicolor.